# Listă de filme britanice din 1987
Aceasta este o listă de filme britanice din 1987:

## Lista
| 1987                                |                                               |                                                                                               |                                          | |
| 84 Charing Cross Road               | David Jones                                   | Anne Bancroft, Anthony Hopkins                                                                | Dramatic                                 | A intrat în competiție la a 15-ediție a Festivalului Internațional de Film de la Moscova              |
| Aria                                | Nicolas Roeg, Charles Sturridge plus încă opt | Buck Henry, Beverly D'Angelo                                                                  | Muzical/Antologie                        | Zece arii cu acompaniament vizual, a intrat în competiție la Festivalul de Film de la Cannes din 1987 |
| Bellman and True                    | Richard Loncraine                             | Bernard Hill, Kieran O'Brien                                                                  | Polițist                                 | |
| The Belly of an Architect           | Peter Greenaway                               | Brian Dennehy, Chloe Webb                                                                     | Drama                                    | A intrat în competiție la Festivalul de Film de la Cannes din 1987                                    |
| Born of Fire                        | Jamil Dehlavi                                 | Peter Firth, Suzan Crowley                                                                    | științifico-fantastic                    | |
| Business as Usual                   | Lezli-An Barrett                              | Glenda Jackson, John Thaw                                                                     | Dramatic                                 | |
| Coast to Coast                      | Sandy Johnson                                 | Lenny Henry, John Shea                                                                        | Comedie                                  | |
| Cry Freedom                         | Richard Attenborough                          | Kevin Kline, Denzel Washington, John Thaw                                                     | Biografic                                | |
| The Dead                            | John Huston                                   | Anjelica Huston, Donal McCann                                                                 | Dramatic                                 | Ultimul film al lui John Huston                                                                       |
| Eat the Rich                        | Peter Richardson                              | Nosher Powell, Al Pillay, Nigel Planer, Miranda Richardson                                    | Comedie                                  | |
| The Fourth Protocol                 | John Mackenzie                                | Michael Caine, Pierce Brosnan                                                                 | Thriller                                 | |
| Full Metal Jacket                   | Stanley Kubrick                               | Matthew Modine, R. Lee Ermey, Vincent D'Onofrio, Adam Baldwin, Dorian Harewood, Arliss Howard | Război                                   | Warner Bros.; bazat pe un roman de Gustav Hasford                                                     |
| Grand Larceny                       | Jeannot Szwarc                                | Marilu Henner, Ian McShane                                                                    | Thriller                                 | |
| Hellraiser                          | Clive Barker                                  | Ashley Laurence, Doug Bradley                                                                 | Horror                                   | |
| Hidden City                         | Stephen Poliakoff                             | Charles Dance, Richard E. Grant, Bill Paterson                                                | Dramatic                                 | |
| High Season                         | Clare Peploe                                  | Jacqueline Bisset, James Fox                                                                  | Romantic/Comedie                         | |
| Hope and Glory                      | John Boorman                                  | Sebastian Rice-Edwards, Sarah Miles                                                           | Dramatic, despre al dolea război mondial | |
| The Hunting of the Snark            | Mike Batt                                     | Billy Connolly, Roger Daltrey                                                                 | Musical                                  | După un poem de Lewis Carroll                                                                         |
| Jane and the Lost City              | Terry Marcel                                  | Kirsten Hughes, Maud Adams                                                                    | Comedie                                  | |
| The Last Emperor                    | Bernardo Bertolucci                           | John Lone, Joan Chen, Peter O'Toole                                                           | Biografic                                | Co-producție cu China, Franța și Italia                                                               |
| The Last of England                 | Derek Jarman                                  | Tilda Swinton, Nigel Terry                                                                    | Dramatic                                 | |
| The Living Daylights                | John Glen                                     | Timothy Dalton, Maryam d'Abo, Joe Don Baker, Jeroen Krabbé                                    | Spioni/Acțiune                           | |
| The Lonely Passion of Judith Hearne | Jack Clayton                                  | Maggie Smith, Bob Hoskins                                                                     | Dramatic                                 | |
| Maurice                             | James Ivory                                   | James Wilby, Hugh Grant, Rupert Graves                                                        | Dramatic                                 | După un roman de E. M. Forster                                                                        |
| A Month in the Country              | Pat O'Connor                                  | Colin Firth, Kenneth Branagh                                                                  | Dramatic                                 | Prezentat la Festivalul de Film de la Cannes din 1987                                                 |
| On the Black Hill                   | Andrew Grice                                  | Nicola Beddoe, Patrick Godfrey, Mike Gwilym                                                   | Dramatic                                 | |
| Out of Order                        | Jonnie Turpie                                 | Gary Webster, Natasha Williams                                                                | Comedie                                  | |
| Partition                           | Ken McMullen                                  | Saeed Jaffrey, Zia Mohyeddin                                                                  | Dramatic                                 | |
| Personal Services                   | Terry Jones                                   | Julie Walters, Shirley Stelfox, Alec McCowen                                                  | Comedie                                  | Inspirat de experiențele reale ale Cynthiei Payne                                                     |
| Playing Away                        | Horace Ové                                    | Norman Beaton, Robert Urquhart                                                                | Comedie                                  | |
| A Prayer for the Dying              | Mike Hodges                                   | Mickey Rourke, Liam Neeson, Bob Hoskins                                                       | Dramatic                                 | |
| Prick Up Your Ears                  | Stephen Frears                                | Gary Oldman, Alfred Molina, Vanessa Redgrave                                                  | Biografic                                | A intrat în competiție la Festivalul de Film de la Cannes din 1987                                    |
| Sammy and Rosie Get Laid            | Stephen Frears                                | Shashi Kapoor, Frances Barber                                                                 | Dramatic                                 | |
| Straight to Hell                    | Alex Cox                                      | Sy Richardson, Courtney Love, Joe Strummer                                                    | Acțiune, comedie                         | Co-producție cu SUA și Spania                                                                         |
| Superman IV: The Quest for Peace    | Sidney Furie                                  | Christopher Reeve, Gene Hackman                                                               | Aventură                                 | Co-producție cu SUA                                                                                   |
| Waiting for the Moon                | Jill Godmilow                                 | Linda Bassett, Jacques Boudet, Linda Hunt                                                     | Dramatic                                 | |
| White Mischief                      | Michael Radford                               | Greta Scacchi, Charles Dance, Joss Ackland                                                    | Dramatic                                 | |
| White Of The Eye                    | Donald Cammell                                | David Keith, Cathy Moriarty                                                                   | Thriller                                 | |
| Wish You Were Here                  | David Leland                                  | Emily Lloyd, Tom Bell                                                                         | Comedie/Dramatic                         | |
| Withnail and I                      | Bruce Robinson                                | Paul McGann, Richard E. Grant, Richard Griffiths                                              | Comedie                                  | |